# El millor
El millor (títol original: The Natural) és una pel·lícula estatunidenca dirigida per Barry Levinson, estrenada l'any 1984. Adaptació de la novel·la homònima de Bernard Malamud, descriu l'univers del beisbol dels anys 1930 on un vell jugador prometedor vol recuperar el temps perdut. Ha estat doblada al català.
Rodada principalment a Buffalo, El millor va obtenir quatre nominacions als Oscars.

## Argument
Roy Hobbs, un jove jugador de beisbol prometedor en el llançament, veu el seu desig de fer una carrera professional aniquilat per un tret de revòlver. Com a conseqüència d'aquest drama, queda en convalescència a l'hospital durant dos anys. Una quinzena d'anys més tard, quan ja és a prop de l'edat de jubilació esportiva, és fitxat pel club professional dels New York Knights. Al final dels partits, demostra que és el millor.

## Repartiment
- Robert Redford: Roy Hobbs
- Robert Duvall: Max Mercy
- Wilford Brimley: Pop Fisher
- Kim Basinger: Memo París
- Glenn Close: Iris Gaines
- Robert Prosky: el jutge
- Richard Farnsworth: Red Blow
- Darren McGavin: Gus Sands (no surt als crèdits[3])
- Barbara Hershey: Harriet Bird
- Joe Don Baker: Big Bang
- John Finnegan: Sam Simpson
- Alan Fudge: Ed Hobbs
- Michael Madsen: Bartholomew « Bump » Bailey
- Jon Van Ness: John Olsen
- James Meyer: Dutch Schultz
- Mike Starr: Boone

## Al voltant de la pel·lícula

### Inspiracions

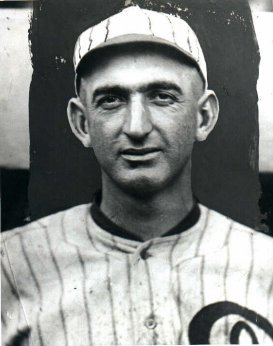
Joe Jackson i l'escàndol dels Black Sox són una de les fonts d'inspiració de la història de la pel·lícula.

El guió escrit per Roger Towne i Phil Dusenberry és una adaptació de la novel·la The Natural de Bernard Malamud, premiat amb el premi Pulitzer de la ficció l'any 1967 per la seva novel·la The Fixer. La història està inspirada en l'afer Eddie Waitkus, un jugador de beisbol. Roy Hobbs és igualment inspirat en un altre jugador: Joe Jackson. En efecte, el personatge principal de la pel·lícula s'acosta al Jutge per fer trampes en els partits en els que pren part, cosa que recorda l'escàndol dels Black Sox en el qual Joe Jackson va estar implicat.
Altres escenes estan inspirades per fets reals com aquella on Roy Hobbs fa saltar a trossos un rellotge després d'un home run. En efecte, Bama Rowell, llavors jugador dels Braves de Boston, va fer explotar el rellotge gegant d'Ebbets Field d'aquesta manera el 30 de maig de 1946.

#### Premis
El Millor va rebre el premi a la millor pel·lícula estrangera als premis Hochi, el 1984. A més d'aquest premi, la pel·lícula ha estat nominada en diverses categories d'unes altres cerimònies, entre les quals quatre als Oscars l'any 1985.
- 57e cerimònia de les Oscars:[9]

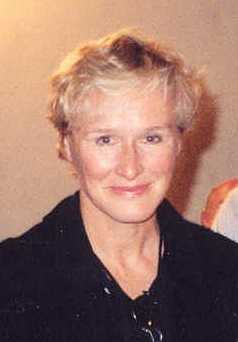
Glenn Close, nominada per l'Oscar a la millor actriu secundària.

  - Oscar a la millor actriu secundària: Glenn Close (recompensa assolida per Peggy Ashcroft pel seu paper en Passatge a l'Índia (A Passatge to India))
  - Oscar a la millor direcció artística: Mel Bourne, Angelo P. Graham i Bruce Weintraub (premi assolit per Patrizia von Brandenstein i Karel Cerný pel seu treball sobre Amadeus)
  - Oscar a la millor fotografia: Caleb Deschanel (premi per Chris Menges pel seu treball sobre Els crits del silenci (The Killing Fields )
  - Oscar a la millor banda sonora: Randy Newman (premi per Maurice Jarre per la partitura de Passatge a l'Índia)
- Kim Basinger va ser nominada pel Globus d'Or a la millor actriu secundària (premi aconseguit per Peggy Ashcroft pel seu paper en Passatge a l'Índia).[10]
- El Millor va ser nominat pel premi de la millor pel·lícula estrangera als Awards of the Japanese Academy (premi per Hi havia una vegada a Amèrica (Once upon a Time in America ).[11]
- El Millor va ser nominat pel premi Artios de la millor Repartiment en una pel·lícula, lliurar per la Casting Society of America (premi per Amadeus).[12]
- Phil Dusenberry i Roger Towne van ser nominats pel Writers Guild of America Award a la millor adaptació, lliurat pel sindicat dels guionistes americans (recompensa assolida per Bruce Robinson pel guió de la Déchirure).[13]

### Música

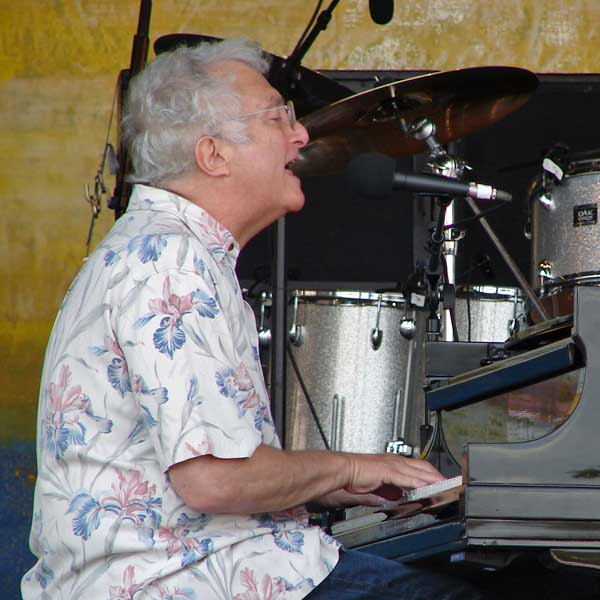
Randy Newman durant un concert l'any 2008.

La banda original va ser composta per Randy Newman (premiat, després, amb l'Oscar a la millor cançó original per Monstres i Cie), per qui era la quarta composició per una pel·lícula. La partitura que ha compost és comparada a les d'Aaron Copland i és fins i tot descrita com « coplandesca » per la crítica especialitzada. A més, la orquestració feta per Newman amb la utilització d'un leitmotiv és pròxim al que practicava Richard Wagner. El tema principal de la pel·lícula és tan ancorat en la ment dels americans que és encara utilitzat en altres pel·lícules de beisbol i sobretot en les escenes on els jugadors entren al terreny.